# 任建宇劳教案
任建宇案是一起于2011年发生在中华人民共和国重庆市的劳动教养案件。这起事件引起中国及海外社会的关注，有关当局的做法受到中国新闻媒体及舆论的批评。
2011年8月，大学生村官任建宇遭到重庆市公安局指控涉嫌在互联网发布100多条“负面信息”；并于9月23日以“煽动颠覆国家政权罪”将其刑事拘留，随后决定“劳动教养两年”。
2012年9月19日，重庆市劳教委以“处理不当”的理由，撤销对任建宇劳教的决定，但是重庆市第三中级人民法院以“起诉超过法定起诉期限”为由，将其驳回。 12月28日，重庆市高级人民法院对“任建宇劳教诉讼案”做出终审裁决，驳回任建宇的再次申诉，维持原判。
2013年7月，任建宇重获自由以后，向重庆市劳教委提出申请总计167,762元的国家赔偿。2015年，任建宇通过司法考试，成为一名专职律师。

## 经过

### 人物背景
任建宇，毕业于重庆文理学院中文系汉语言文学师范专业。事件当时在重庆市彭水县郁山镇任职村官，2年试用期已近完毕，即将转为正职公务员。他的父亲在重庆市的建筑工地从事泥水工；母亲在他脱离劳教之后，于2018年住院抢救不治。

### 起因
2011年4月至8月，任建宇针对政治议题，在微博和QQ空间发表评论及转发文章。
有关当局指责他涉嫌复制、转发和点评100多则“负面信息”，遭到重庆市公安局逮捕。随后，警察搜查他的住家，搜出一件写有“不自由、毋宁死”字样的文化衫，作为实物证据。

#### 罪证
重庆市公安局抓捕任建宇以后，罗列出所搜集到的证据。包括：
- 转发“变态辣椒”（本名王立铭，中国讽刺漫画家）的人大代表选举“一人一票，改变中国”政治漫画。[2]

- 转发“大连PX群体事件”的图片。[2]

- 转发胡锦涛的图片，图片下写有“揭竿而起”的文字；转发7·23甬温线特别重大铁路交通事故时温家宝的图片，图片下写有“打倒共产党”的文字。[6][7]

- 转载李克强访问香港的图片，图片下写有“黑社会老大”的文字。[7][8][9]

- 转发电影《建党伟业》的台词，内容是“结束一党专政，民主自由万岁。”[6][10]

- 发表微博“我们国家的体制已经无可救药了。要打破这个体制仅仅靠几个人是不够的。所以，揭起你们手上的竿子吧。”[4]

- 发表微博“这个社会恶人当道，好人不得善终，而我们这代人的使命就是消灭恶的制度，并使之成为善的守护神。”[6][11]

- 发表微博“唱红歌，大跃进，浮夸风，个人崇拜，藐视法律……拿什么拯救你，苦难的公民。”[6][11]

- 发表日志“专家，一个多好的词啊，现在都被猪糟蹋得不成样子了，随便拉一头出来都称呼为专家，你是收破烂的就是废品回收专家。”[6][11]

- 搜出一件写有“不自由、毋宁死”的文化衫。[11]

所有在微博和QQ空间发表的相关言论，都已经在事发时被处理。

#### 法律依据
重庆市劳教委办公室副主任傅强对记者表示，任建宇违反了《中华人民共和国宪法》、《关于维护互联网安全的决定》、《计算机信息网络国际联网安全保护管理办法》等法律。
- 违反《中华人民共和国宪法》的内容，是：“坚持中国共产党的领导，坚持社会主义制度；同时规定公民的人格尊严不受侵犯，禁止以任何方式对公民进行侮辱；公民必须遵守宪法和法律。”[4]

- 违反《关于维护互联网安全的决定》的内容，是：“利用互联网造谣、诽谤或者发表、传播其他有害信息，煽动颠覆国家政权、推翻社会主义制度，以及利用互联网侮辱他人或者捏造事实诽谤他人的，依照刑法有关规定追究刑事责任。利用互联网实施违法行为，违反其他法律、行政法规，尚不构成犯罪的，由有关行政管理部门依法给予行政处罚。”[4]

- 违反《计算机信息网络国际联网安全保护管理办法》的内容，是：“任何单位和个人不得利用国际互联网制作、复制、查阅和传播煽动颠覆国家政权、推翻社会主义制度的信息。”[4]

### 看守期间
2011年8月24日，任建宇在重庆市彭水县看守所写下《我的悔过书》，写到：“深刻反思，彻彻底底地认识到自己的幼稚和无知……对不起党和国家的培养，对不起领导的关怀，对不起所有人”。

### 判决
2011年9月23日，重庆市检察院向市公安局下发《不批准逮捕决定书》，但是重庆劳教委认定：“（任建宇）煽动颠覆国家政权一案事实清楚，证据确实充分。”
重庆市劳教委的判决词说：“为发泄对我政治制度的不满，任建宇曾鼓吹、丑化妄图改变我政治体制。任建宇已构成煽动颠覆国家政权这一事实。检察机关认为任建宇犯罪情节轻微危害不大，不认为是犯罪，根据国务院《劳动教养试行办法》有关规定，对任建宇做出劳动教养两年的决定是符合法律法规规定的。”

### 劳教及上诉
劳教实行半军事化管理，任建宇每天早晨做完早操，立即去工厂干活，每日定量，必须完成，否则扣分，每扣10分就得多呆1天。娱乐时间是每天晚上7点看《新闻联播》。而任建宇女友寄给他的《中国模式》、《家国天下》等书籍，都没有送到任建宇手中。
任建宇被劳教之后，任父立即寻找律师准备上诉，但是跑遍四川省和重庆市都没有一个律师愿意接下这个案件。2012年8月初，律师浦志强和任父联系，决定接下这个案件。

2012年8月15日，任父向重庆市第三中级人民法院提起行政诉讼，请求撤销重庆市劳教委作出的《劳动教养决定书》。 诉状说到：
原告（任建宇）作为新世纪青年，有幸体察人间甘苦，有机会接受高等教育，跟同龄人中的大多数一样，既遵纪守法又拥护开放。就因为希望国家好，才会关心它、批评它。参加工作后的遭际，令原告认识到，现实的不如意，社会的丑恶，根源既在国民劣根性，也在制度不民主。无庸讳言，对现行政治体制，众说纷紜，见仁见智，对弊端的抨击，不仅是百姓茶余饭后的谈资，也是令国家领导人寝食难安的顽疾。原告关注热点参与公共事务的讨论，转发学人的观点，这都是在行使自己的宪法权利，与所谓的煽动网民颠覆国家政权，风马牛不相及，根本不具有违法性，对社会有百益而无一害。因此，被告（重庆市劳教委）作出劳教决定，惩治原告的网上言论，没有事实依据。
重庆市第三中级人民法院审判长回应时，宣布：“因案情重大，案件在程序、实体等问题上都需要进一步核实，合议庭决定择期宣判。”

### 结案
2012年9月19日，重庆市劳教委以“处理不当”的理由，撤销对任建宇劳教的决定。不过，重庆市第三中级人民法院以“起诉超过法定起诉期限”为由，驳回任建宇的申诉，任建宇劳教案宣布结案。

### 再次上诉
2012年11月，任建宇起诉重庆市劳教委，要求恢复公务员身份，遭到拒绝。 12月28日，重庆市高级人民法院对“任建宇劳教诉讼案”做终审裁决，驳回他的上诉，维持原判。此次审判的焦点问题，关注于“是否超过起诉期限”。重庆市当局认为任建宇被劳教期间，有能力联系女友及家属上诉，但是他没有在期限内上诉。任建宇则认为，劳教期间遭到限制自由，因而失去上诉的机会。

## 后况
任建宇出狱之后，体重从原来的136斤，瘦到103斤。 2013年7月，任建宇向重庆市劳教委提出《国家赔偿申请书》，申请总计167,762元的国家赔偿。
2014年5月，任建宇获悉帮助过他的辩护律师浦志强被捕，使他考虑进入司法体系。2015年，任建宇通过司法考试，成为一名律师。

## 社会舆论

### 新闻媒体
新京报《转发微博怎能被劳教》：“此案最可质疑的就是，微博的原创者没有事、没有被处罚，仍然在公共空间中发言，转发者反而被安上了罪名。”
新浪网《彭水县又一个因言获罪者》：“一个刚从大学毕业，对国家和社会怀有深厚感情的年轻人，对身边的事情发一些自己的见解和想法，或转一些符合自己心意的文字，究竟有多大的危害和罪过？难道真要让他们躲进小楼成一统，管它冬夏与春秋地沉浸在个人的小喜怒哀乐里装聋作哑？ 那样的后果，是万马齐喑，比众声喧哗，更压抑，更不安全。”
钱江晚报《“劳教村官”何以难获清白？》：“任建宇一件印有‘不自由，毋宁死’的文化衫被警方收走作为物证。警察对其女友说，‘一个正常人怎么会这么想呢？’ 中小学课本告诉我们，这句话是美国人民反抗英国殖民者的口号，当年无数革命志士也是喊着‘生命诚可贵，爱情价更高；若为自由故，两者皆可抛’ 慷慨就义。言论自由是我国法律规定的公民基本权利，司法人员对法律和人权如此漠视更应该反思自己‘怎么会这么想的’。”
南方人物周刊《如果中国没有了劳教》：“为了维稳，部分地方政府什么都敢干。法律从来没有为‘截访’开过口子，但他们都自动创新了，并且很快公司化运作，形成财政埋单的可持续操作的利益链。废除了劳教制度，一时会有些‘乱’。但这是深入改革的问题，现在的问题是，废除是必须的。”